# Pseudocytoplacosphaeria coniicola
Pseudocytoplacosphaeria coniicola är en svampart som beskrevs av Punith. & Spooner 2002. Pseudocytoplacosphaeria coniicola ingår i släktet Pseudocytoplacosphaeria, divisionen sporsäcksvampar och riket svampar.   Inga underarter finns listade i Catalogue of Life.